# Chemilla
Chemilla est une ancienne commune française située dans le département du Jura en région Bourgogne-Franche-Comté.

## Histoire
Le 1er janvier 2019, Chemilla fusionne avec Cézia, Lavans-sur-Valouse et Saint-Hymetière pour former la commune nouvelle de Saint-Hymetière-sur-Valouse dont la création est officialisée par un arrêté préfectoral du 11 décembre 2018. Contrairement à une majorité de communes nouvelles, les anciennes communes la composant n'obtiennent pas le statut de commune déléguée.

## Politique et administration
| Période                                  | Période | Identité      | Étiquette | Qualité  |
| ---------------------------------------- | ------- | ------------- | --------- | -------- |
| Les données manquantes sont à compléter. |         |               |           |          |
| mars 2001                                | 2019    | Gérard Déprés | UMP-LR    | Retraité |

Lors du second tour de l'élection présidentielle française de 2002, Chemilla fut la dixième commune de France à avoir le plus voté pour Jean-Marie Le Pen. Son score dans la commune fut de 57,14 %.

## Démographie
L'évolution du nombre d'habitants est connue à travers les recensements de la population effectués dans la commune depuis 1793. Pour les communes de moins de 10 000 habitants, une enquête de recensement portant sur toute la population est réalisée tous les cinq ans, les populations de référence des années intermédiaires étant quant à elles estimées par interpolation ou extrapolation. Pour la commune, le premier recensement exhaustif entrant dans le cadre du nouveau dispositif a été réalisé en 2008.

En 2016, la commune comptait 114 habitants, en évolution de +18,75 % par rapport à 2010 (Jura : −0,81 %, France hors Mayotte : +2,11 %).
| 1793 | 1800 | 1806 | 1821 | 1831 | 1836 | 1841 | 1846 | 1851 |
| ---- | ---- | ---- | ---- | ---- | ---- | ---- | ---- | ---- |
| 87   | 142  | 142  | 124  | 150  | 166  | 141  | 148  | 136  |

| 1856 | 1861 | 1866 | 1872 | 1876 | 1881 | 1886 | 1891 | 1896 |
| ---- | ---- | ---- | ---- | ---- | ---- | ---- | ---- | ---- |
| 139  | 137  | 149  | 137  | 125  | 130  | 130  | 120  | 117  |

| 1901 | 1906 | 1911 | 1921 | 1926 | 1931 | 1936 | 1946 | 1954 |
| ---- | ---- | ---- | ---- | ---- | ---- | ---- | ---- | ---- |
| 108  | 118  | 100  | 82   | 74   | 70   | 65   | 69   | 70   |

| 1962 | 1968 | 1975 | 1982 | 1990 | 1999 | 2006 | 2008 | 2013 |
| ---- | ---- | ---- | ---- | ---- | ---- | ---- | ---- | ---- |
| 65   | 48   | 35   | 36   | 60   | 73   | 92   | 97   | 112  |

| 2016 | - | - | - | - | - | - | - | - |
| ---- | - | - | - | - | - | - | - | - |
| 114  | - | - | - | - | - | - | - | - |

## Économie
Foire au chevaux, chaque samedi proche du 18 mars.

## Culture locale et patrimoine

### Lieux et monuments
- Croix monumentale (XVIe s), classée MH depuis 1907[7];
- 3 fontaines (XIXe s).

Début 2017, la commune est « réputée sans clochers ».